# Гэбриел, Бетти
Бе́тти Гэ́бриел (англ. Betty Gabriel; род. 6 января 1981, Вашингтон, США) — американская актриса. Получила известность благодаря фильму 2016 года «Судная ночь 3» и триллеру режиссёра Джордана Пила «Прочь».

## Биография
Гэбриел родилась в Вашингтоне, выросла в Питтсбурге, штат Пенсильвания, и Хяттсвилле, штат Мэриленд. В 2002 году Гэбриел получила степень бакалавра наук в области зоотехники в Университете штата Айова. После колледжа Гэбриел переехала в Чикаго изучать современные танцы и после работы в театре штата Айова в рамках университетской практики начала работать актрисой и танцовщицей в чикагском театре, впоследствии участвуя в различных постановках как основная актриса. В 2014 году она закончила Джульярдскую школу драмы.

## Карьера
Первую главную роль Гэбриел получила в драме 2011 года под названием «Память». Она начала свою карьеру телевизионной актрисы с второстепенных ролей в фильмах «Образцовые бунтарки» и «Мир Дикого Запада», а её первая главная роль в большом кино была в фильме ужасов 2016 года «Судная ночь 3».
В 2017 году Гэбриел получила приглашение на пробы для фильма «Прочь». Фильм был положительно принят критиками и успешно прошёл в прокате, за счёт чего Гэбриел заслужила признание критиков своей актёрской игрой. Её появление в качестве претендента на лучшую женскую роль второго плана на церемонии вручения премии «Оскар 2018» обсуждалась журналами Variety и The New York Times. The New York Times назвал роль Джорджины одной из лучших 2017 года.
В 2018 году Гэбриел появилась в научно-фантастическом фильме «Апгрейд» совместно с Логаном Маршалл-Грином, сценаристом и режиссёром которого был Ли Уоннелл. Впоследствии Гэбриел участвовала в проектах студии Blumhouse Productions, таких как «Судная ночь 3», «12 смертельных дней», «Прочь», «Убрать из друзей: Даркнет» и «Следи за дорогой». В 2017 году Гэбриел присоединилась к актёрскому составу «Мира Дикого запада».
В августе 2021 года при поддержке платформы Netflix был выпущен сериал «Кликбейт», главные роли в котором вместе с Гэбриел сыграли Эдриан Гренье и Зои Казан.

## Фильмография
| Год  |     | Русское название           | Оригинальное название         | Роль                |
| ---- | --- | -------------------------- | ----------------------------- | ------------------- |
| 2009 | кор |                            | Maidenhead                    | Изабо               |
| 2011 | ф   |                            | In Memoriam                   | Кайла               |
| 2013 | ф   | Он гораздо популярнее тебя | He's Way More Famous Than You | парикмахер          |
| 2015 | ф   | Экспериментатор            | Experimenter                  | Салли               |
| 2016 | ф   | Судная ночь 3              | The Purge: Election Year      | Лэйни Ракер         |
| 2016 | с   | Образцовые бунтарки        | Good Girls Revolt             | Дениз               |
| 2016 | с   | 12 смертельных дней        | 12 Deadly Days                | Уиллоу Расселл      |
| 2017 | ф   | Прочь                      | Get Out                       | Джорджина           |
| 2017 | ф   | Скайлайн 2                 | Beyond Skyline                | Джонс               |
| 2018 | ф   | Улетный Эдем               | Diverted Eden                 | Ширли               |
| 2018 | ф   | Убрать из друзей: Даркнет  | Unfriended: Dark Web          | Нари Джемисин       |
| 2018 | ф   | Апгрейд                    | Upgrade                       | детектив Кортез     |
| 2018 | с   | Мир Дикого запада          | Westworld                     | Малинг              |
| 2018 | с   | По ту сторону              | Counterpart                   | Найя Тэмпл          |
| 2019 | ф   | Следи за дорогой           | Adopt a Highway               | Дикс                |
| 2019 | с   | Сумеречная зона            | The Twilight Zone             | в роли самой себя   |
| 2019 | ф   | Человеческий капитал       | Human Capital                 | Ронни Мэннинг       |
| 2020 | с   | Защищая Джейкоба           | Defending Jacob               | Пэм Даффи           |
| 2021 | с   | Кликбейт                   | Clickbait                     | Софи Брюэр          |
| 2021 | мф  | Хребет ночи                | The Spine of Night            | Пхэ-Агура (озвучка) |
| 2022 | с   | Джек Райан                 | Jack Ryan                     | Элизабет Райт       |
| 2023 | ф   | Заклятие. Зло внутри       | It Lives Inside               | Джойс               |
| 2024 | с   | Охота за убийцей           | Manhunt                       | Элизабет Кекли      |
| 2025 | ф   | Новокаин                   | Novocaine                     | Минси Лэнгстон      |